# Pulo Reudeup (Kuta Blang)
Pulo Reudeup is een bestuurslaag in het regentschap Bireuen van de provincie Atjeh, Indonesië. Pulo Reudeup telt 513 inwoners (volkstelling 2010).